# Погорілівська сільська рада (Заставнівський район)
Погорі́лівська сільська́ ра́да — адміністративно-територіальна одиниця та орган місцевого самоврядування в Заставнівському районі Чернівецької області. Адміністративний центр — село Погорілівка.

## Загальні відомості
- Населення ради: 1 605 осіб (станом на 2001 рік)

## Населені пункти
Сільській раді підпорядковані населені пункти:
- с. Погорілівка

## Склад ради
Рада складається з 16 депутатів та голови.
- Голова ради: Зоникова Галина Георгіївна
- Секретар ради: Скігар Галина Миколаївна

### Керівний склад попередніх скликань
| Прізвище, ім'я, по батькові | Основні відомості                                                 | Дата обрання | Дата звільнення |
| --------------------------- | ----------------------------------------------------------------- | ------------ | --------------- |
| Дудлей Дмитро Партемійович  | Сільський голова, 1952 року народження                            | 26.03.2006   | 31.10.2010      |
| Зоникова Галина Георгіївна  | Сільський голова, 1960 року народження, освіта вища, позапартійна | 31.10.2010   |                 |

Примітка: таблиця складена за даними сайту Верховної Ради України

### Депутати
За результатами місцевих виборів 2010 року депутатами ради стали:

#### За суб'єктами висування
| Суб'єкт висування                                       | Кількість обраних депутатів | %    |
| ------------------------------------------------------- | --------------------------- | ---- |
| Самовисування                                           | 14                          | 87,5 |
| Політична партія Всеукраїнське об'єднання «Батьківщина» | 1                           | 6,3  |
| Українська соціал-демократична партія                   | 1                           | 6,3  |

#### За округами
| № округу                                                | Прізвище, ім'я, по батькові   | Дата визнання обраним | Освіта             | Партійна приналежність | Відомості про обраного депутата                                                 |
| ------------------------------------------------------- | ----------------------------- | --------------------- | ------------------ | ---------------------- | ------------------------------------------------------------------------------- |
| Політична партія Всеукраїнське об'єднання «Батьківщина» |                               |                       |                    |                        |                                                                                 |
| 5                                                       | Паньків Любов Степанівна      | 03.11.2010            | середня спеціальна | позапартійна           | Погорілівська сільська рада, землевпорядник сільської ради                      |
| Українська соціал-демократична партія                   |                               |                       |                    |                        |                                                                                 |
| 9                                                       | Волков Роман Степанович       | 03.11.2010            | середня спеціальна | позапартійний          | тимчасово не працює                                                             |
| Самовисування                                           |                               |                       |                    |                        |                                                                                 |
| 1                                                       | Паліброда Дмитро Іванович     | 03.11.2010            | середня спеціальна | позапартійний          | тимчасово не працює                                                             |
| 2                                                       | Маліщук Валентина Андріївна   | 03.11.2010            | вища               | позапартійна           | Вікнянська дільнична лікарня ветеринарної медицини, головний ветлікар           |
| 3                                                       | Снігар Галина Миколаївна      | 03.11.2010            | середня спеціальна | позапартійна           | Погорілівська сільська рада, секретар сільської ради                            |
| 4                                                       | Чорнописька Ольга Дмитрівна   | 03.11.2010            | середня спеціальна | позапартійна           | пенсіонер                                                                       |
| 6                                                       | Велущак Ігор Васильович       | 03.11.2010            | середня спеціальна | позапартійний          | приватний підприємець                                                           |
| 7                                                       | Шиком Микола Степанович       | 03.11.2010            | середня спеціальна | позапартійний          | Калинівський ринок, заступник начальника зміни охорони                          |
| 8                                                       | Карпик Ольга Степанівна       | 03.11.2010            | середня            | позапартійна           | тимчасово не працює                                                             |
| 10                                                      | Бернавська Людмила Миколаївна | 03.11.2010            | середня спеціальна | позапартійна           | Ощадбанк, контролер філії                                                       |
| 11                                                      | Равлюк Вадим Дмитрович        | 03.11.2010            | середня спеціальна | позапартійний          | приватний підприємець                                                           |
| 12                                                      | Дубчак Іван Іванович          | 03.11.2010            | середня спеціальна | позапартійний          | «Житловик» м. Чернівці, електрик                                                |
| 13                                                      | Голик Іван Васильович         | 03.11.2010            | середня спеціальна | позапартійний          | приватний підприємець                                                           |
| 14                                                      | Скігар Віталій Дмитрович      | 03.11.2010            | середня            | позапартійний          | приватний підприємець                                                           |
| 15                                                      | Бендзар Валентина Миколаївна  | 03.11.2010            | середня спеціальна | позапартійна           | тимчасово не працює                                                             |
| 16                                                      | Колибаба Микола Іванович      | 03.11.2010            | вища               | позапартійний          | Заставнівське районне комунальне підприємство «Землевласник Заставна», директор |

## Населення
Згідно з переписом УРСР 1989 року чисельність наявного населення сільської ради становила 1688 осіб, з яких 759 чоловіків та 929 жінок.
За переписом населення України 2001 року в сільській раді мешкало 1605 осіб.

### Мова
Розподіл населення за рідною мовою за даними перепису 2001 року:
| Мова       | Відсоток |
| ---------- | -------- |
| українська | 99,75 %  |
| російська  | 0,19 %   |
| молдовська | 0,06 %   |